# Gósol (kommunhuvudort)
Gósol är en kommunhuvudort i Spanien.   Den ligger i provinsen Província de Lleida och regionen Katalonien, i den nordöstra delen av landet, 500 km öster om huvudstaden Madrid. Gósol ligger 1 437 meter över havet och antalet invånare är 220.
Terrängen runt Gósol är bergig österut, men västerut är den kuperad. Runt Gósol är det mycket glesbefolkat, med 5 invånare per kvadratkilometer. Närmaste större samhälle är Toloriu, 14,1 km norr om Gósol. I omgivningarna runt Gósol växer i huvudsak blandskog.